# 洛奇 (伊利諾伊州)
洛奇（英語：Lodge）是位於美國伊利諾伊州皮亞特縣的一個非建制地區。該地的面積和人口皆未知。

## 地理
洛奇的座標為40°06′22″N 88°33′36″W / 40.10611°N 88.56000°W，而該地的平均海拔高度為218米（即715英尺）。